# A Strange Adventure (film 1917)
A Strange Adventure è un cortometraggio muto del 1917 scritto e diretto da Marshall Neilan. Prodotto dalla Selig Polyscope Company, il film aveva come interpreti Bessie Eyton, Harry Lonsdale, Jack Pickford.

## Trama
Un giovane cerca un'avventura romantica con la ragazza dei suoi sogni. Fa di tutto per avvicinarla, fingendo perfino di annegare, ma non ha successo. La segue in una casa misteriosa salvandola dalle mani di alcuni orientali, ma poi si sveglia e scopre che era tutto un sogno.

## Produzione
Il film fu prodotto dalla Selig Polyscope Company.

## Distribuzione
Distribuito dalla General Film Company, il film - un cortometraggio in una bobina - uscì nelle sale cinematografiche statunitensi il 10 febbraio 1917.